# ميخائيل باتريك كارول
ميخائيل باتريك كارول (بالإنجليزية: Michael Patrick Carroll)‏ هو محامي وسياسي أمريكي، ولد في 8 أبريل 1958 في فاييتفيل في الولايات المتحدة. حزبياً، نشط في الحزب الجمهوري. وقد انتخب عضو جمعية نيوجيرسي العامة.